# Cyphocharax santacatarinae
Cyphocharax santacatarinae är en fiskart som först beskrevs av Fernández-yépez, 1948.  Cyphocharax santacatarinae ingår i släktet Cyphocharax och familjen Curimatidae. Inga underarter finns listade i Catalogue of Life.